# 城崎郡
城崎郡（日语：／ Kinosaki gun */?）是過去位於兵庫縣北部的郡，已於2005年4月1日因無管轄町村而被廢除。
過去的範圍包括現在的豐岡市西半部地區、香美町的北部地區和新溫泉町的東北部一小部分地區。

## 歷史
在令制國時代屬於但馬國。19世紀末江戶時代結束之際，城崎郡分屬豐岡藩和幕府的領地。
隨著1868年幕府的結束及接著實施的廢藩置縣政策，曾分別先後隸屬府中裁判所、久美濱縣、豐岡縣，1871年全數被整併到豐岡縣內，1876年再次整併到兵庫縣。
1879年實施郡區町村編制法，正式的設置了近代的行政區劃「城崎郡」，但當時是與美含郡共同設置「城崎美含郡役所」，郡役所設於豐岡町（位於現在的豐岡市），1896年美含郡直接被併入城崎郡。

### 沿革

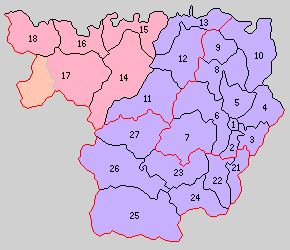
1889年城崎郡及美含轄下的行政區劃
1.豐岡町 2.八條村 3.新田村 4.三江村 5.田鶴野村 6.五莊村 7.奈佐村 8.內川村 9.湯島村 10.港村 11.奧竹野村 12.中竹野村 13.竹野村 14.奧佐津村 15.口佐津村 16.香住村 17.長井村 18.余部村 21.中筋村 22.國府村 23.八代村 24.日高村 25.三方村 26.西氣村・清瀧村 27.三椒村
（紫色：現屬豐岡市、紅色：現屬香美町、橙色：現屬新溫泉町）

- 1889年4月1日：實施町村制，城崎郡下設：豐岡町（日语：豊岡町 (兵庫県)）[2]、八條村（日语：八条村 (兵庫県)）、新田村（日语：新田村 (兵庫県)）、三江村（日语：三江村）、田鶴野村（日语：田鶴野村）、五莊村（日语：五荘村）、奈佐村（日语：奈佐村）、內川村（日语：内川村 (兵庫県)）、湯島村、港村（日语：港村 (兵庫県)）。（1町9村）
- 1895年03月15日：湯島村改制並改名為城崎町（日语：城崎町）。（2町8村）
- 1896年4月1日：美含郡和氣多郡被併入城崎郡，同時實施郡制（日语：郡制），設立郡參事會（日语：郡参事会）。（2町24村）
  - 原屬美含郡（8村）：奧竹野村（日语：奥竹野村）、中竹野村（日语：中竹野村）、竹野村、奧佐津村（日语：奥佐津村）、口佐津村（日语：口佐津村）、香住村、長井村（日语：長井村 (兵庫県)）、部村。
  - 原屬氣多郡（8村）：中筋村（日语：中筋村 (兵庫県)）、國府村（日语：国府村 (兵庫県)）、八代村（日语：八代村 (兵庫県)）、日高村（日语：日高町 (兵庫県)）、三方村（日语：三方村 (兵庫県城崎郡)）、西氣村（日语：西気村）、清瀧村（日语：清滝村 (兵庫県)）、三椒村（日语：三椒村）。
- 1912年：長井村的久斗山村地區被併入美方郡大庭村（日语：大庭村 (兵庫県)）（現已被併入新溫泉町）。[3]
- 1923年04月1日：廢除郡會和郡參事會。
- 1925年10月1日：香住村改制為香住町（日语：香住町）。[3]（3町23村）
- 1925年11月1日：日高村改制為日高町（日语：日高町 (兵庫県)）。（4町22村）
- 1926年07月1日：廢除郡役所，此後郡不再作為行政區劃，只作為地名的表示。
- 1933年04月1日：八條村和新田村的立野地區被併入豐岡町。[2]（4町21村）
- 1943年04月1日：田鶴野村被併入豐岡町。[2]（4町20村）
- 1943年8月1日：三江村被併入豐岡町。[2]（4町19村）
- 1950年04月1日：豐岡町、五莊村、新田村、中筋村合併為豐岡市，並脫離城崎郡。[2]（3町16村）
- 1955年02月1日：（3町15村）
  - 養父郡宿南村（日语：宿南村）的部分地區被併入日高町。
  - 城崎町和內川村合併為新設立的城崎町。
- 1955年3月3日：三椒村、竹野村、中竹野村、奧竹野村合併為新設立的竹野村。[2]（3町12村）
- 1955年3月25日：（3町3村）
  - 國府村、八代村、日高町、三方村、西氣村、清瀧村合併為新設立的日高町。[2]
  - 奧佐津村、口佐津村、香住町、長井村、余部村合併為新設立的香住町。[3]
- 1955年4月1日：奈佐村和港村被併入豐岡市。[2]（3町1村）
- 1957年04月1日：竹野村改制為竹野町（日语：竹野町）。[2]（4町）
- 1958年01月1日：日高町的上佐野地區被併入豐岡市。[2]
- 1976年09月1日：日高町的西芝字大向野地區被併入豐岡市。
- 2005年04月1日：
  - 城崎町、竹野町、日高町、豐岡市和出石郡出石町（日语：出石町）、但東町（日语：但東町）合併為新設立的豐岡市，並脫離城崎郡。[4]
  - 香住町和美方郡村岡町（日语：村岡町）、美方町（日语：美方町）合併為香美町，隸屬美方郡。[3]
  - 城崎郡因無管轄町村而被廢除。

### 變遷表
| 1889年4月1日   | 1889年-1926年               | 1889年-1926年        | 1889年-1926年        | 1926年-1944年           | 1944年-1954年        | 1954年-1989年           | 1954年-1989年        | 1989年-現在               | 現在                      |
| -------------- | --------------------------- | -------------------- | -------------------- | ----------------------- | -------------------- | ----------------------- | -------------------- | ------------------------- | ------------------------- |
| 內川村         | 內川村                      | 內川村               | 內川村               | 內川村                  | 內川村               | 1955年2月1日 城崎町     | 1955年2月1日 城崎町  | 2005年4月1日 豐岡市       | 2005年4月1日 豐岡市       |
| 湯島村         | 1895年3月15日 城崎町        | 1895年3月15日 城崎町 | 1895年3月15日 城崎町 | 1895年3月15日 城崎町    | 1895年3月15日 城崎町 | 1955年2月1日 城崎町     | 1955年2月1日 城崎町  | 2005年4月1日 豐岡市       | 2005年4月1日 豐岡市       |
| 奈佐村         | 奈佐村                      | 奈佐村               | 奈佐村               | 奈佐村                  | 奈佐村               | 1955年4月1日 併入豐岡市 | 豐岡市               | 2005年4月1日 豐岡市       | 2005年4月1日 豐岡市       |
| 港村           |                             |                      |                      |                         |                      | 1955年4月1日 併入豐岡市 | 豐岡市               | 2005年4月1日 豐岡市       | 2005年4月1日 豐岡市       |
| 豐岡町         | 豐岡町                      | 豐岡町               | 豐岡町               | 豐岡町                  | 1950年4月1日 豐岡市  | 1950年4月1日 豐岡市     | 豐岡市               | 2005年4月1日 豐岡市       | 2005年4月1日 豐岡市       |
| 八條村         | 八條村                      | 八條村               | 八條村               | 1933年4月1日 併入豐岡町 | 1950年4月1日 豐岡市  | 1950年4月1日 豐岡市     | 豐岡市               | 2005年4月1日 豐岡市       | 2005年4月1日 豐岡市       |
| 田鶴野村       | 田鶴野村                    | 田鶴野村             | 田鶴野村             | 1943年4月1日 併入豐岡町 | 1950年4月1日 豐岡市  | 1950年4月1日 豐岡市     | 豐岡市               | 2005年4月1日 豐岡市       | 2005年4月1日 豐岡市       |
| 三江村         | 三江村                      | 三江村               | 三江村               | 1943年8月1日 併入豐岡町 | 1950年4月1日 豐岡市  | 1950年4月1日 豐岡市     | 豐岡市               | 2005年4月1日 豐岡市       | 2005年4月1日 豐岡市       |
| 新田村         |                             |                      |                      |                         | 1950年4月1日 豐岡市  | 1950年4月1日 豐岡市     | 豐岡市               | 2005年4月1日 豐岡市       | 2005年4月1日 豐岡市       |
| 五莊村         |                             |                      |                      |                         | 1950年4月1日 豐岡市  | 1950年4月1日 豐岡市     | 豐岡市               | 2005年4月1日 豐岡市       | 2005年4月1日 豐岡市       |
| 氣多郡中筋村   | 氣多郡中筋村                | 城崎郡中筋村         | 城崎郡中筋村         | 城崎郡中筋村            | 1950年4月1日 豐岡市  | 1950年4月1日 豐岡市     | 豐岡市               | 2005年4月1日 豐岡市       | 2005年4月1日 豐岡市       |
| 氣多郡國府村   | 氣多郡國府村                | 城崎郡國府村         | 城崎郡國府村         | 城崎郡國府村            | 城崎郡國府村         | 1955年3月25日 日高町    | 1955年3月25日 日高町 | 2005年4月1日 豐岡市       | 2005年4月1日 豐岡市       |
| 氣多郡八代村   | 氣多郡八代村                | 城崎郡八代村         | 城崎郡八代村         | 城崎郡八代村            | 城崎郡八代村         | 1955年3月25日 日高町    | 1955年3月25日 日高町 | 2005年4月1日 豐岡市       | 2005年4月1日 豐岡市       |
| 氣多郡日高村   | 氣多郡日高村                | 城崎郡日高村         | 1925年11月1日 日高町 | 1925年11月1日 日高町    | 1925年11月1日 日高町 | 1955年3月25日 日高町    | 1955年3月25日 日高町 | 2005年4月1日 豐岡市       | 2005年4月1日 豐岡市       |
| 氣多郡三方村   | 氣多郡三方村                | 城崎郡三方村         | 城崎郡三方村         | 城崎郡三方村            | 城崎郡三方村         | 1955年3月25日 日高町    | 1955年3月25日 日高町 | 2005年4月1日 豐岡市       | 2005年4月1日 豐岡市       |
| 氣多郡西氣村   | 氣多郡西氣村                | 城崎郡西氣村         | 城崎郡西氣村         | 城崎郡西氣村            | 城崎郡西氣村         | 1955年3月25日 日高町    | 1955年3月25日 日高町 | 2005年4月1日 豐岡市       | 2005年4月1日 豐岡市       |
| 氣多郡西氣村   | 1894年12月15日 氣多郡清瀧村 | 城崎郡清瀧村         | 城崎郡清瀧村         | 城崎郡清瀧村            | 城崎郡清瀧村         | 1955年3月25日 日高町    | 1955年3月25日 日高町 | 2005年4月1日 豐岡市       | 2005年4月1日 豐岡市       |
| 氣多郡三椒村   | 氣多郡三椒村                | 城崎郡三椒村         | 城崎郡三椒村         | 城崎郡三椒村            | 城崎郡三椒村         | 1955年3月3日 竹野村     | 1957年4月1日 竹野町  | 2005年4月1日 豐岡市       | 2005年4月1日 豐岡市       |
| 美含郡奧竹野村 | 美含郡奧竹野村              | 城崎郡奧竹野村       | 城崎郡奧竹野村       | 城崎郡奧竹野村          | 城崎郡奧竹野村       | 1955年3月3日 竹野村     | 1957年4月1日 竹野町  | 2005年4月1日 豐岡市       | 2005年4月1日 豐岡市       |
| 美含郡中竹野村 | 美含郡中竹野村              | 城崎郡中竹野村       | 城崎郡中竹野村       | 城崎郡中竹野村          | 城崎郡中竹野村       | 1955年3月3日 竹野村     | 1957年4月1日 竹野町  | 2005年4月1日 豐岡市       | 2005年4月1日 豐岡市       |
| 美含郡竹野村   | 美含郡竹野村                | 城崎郡竹野村         | 城崎郡竹野村         | 城崎郡竹野村            | 城崎郡竹野村         | 1955年3月3日 竹野村     | 1957年4月1日 竹野町  | 2005年4月1日 豐岡市       | 2005年4月1日 豐岡市       |
| 美含郡奧佐津村 | 美含郡奧佐津村              | 城崎郡奧佐津村       | 城崎郡奧佐津村       | 城崎郡奧佐津村          | 城崎郡奧佐津村       | 1955年3月25日 香住町    | 1955年3月25日 香住町 | 2005年4月1日 美方郡香美町 | 2005年4月1日 美方郡香美町 |
| 美含郡口佐津村 | 美含郡口佐津村              | 城崎郡口佐津村       | 城崎郡口佐津村       | 城崎郡口佐津村          | 城崎郡口佐津村       | 1955年3月25日 香住町    | 1955年3月25日 香住町 | 2005年4月1日 美方郡香美町 | 2005年4月1日 美方郡香美町 |
| 美含郡香住村   | 美含郡香住村                | 城崎郡香住村         | 1925年10月1日 香住町 | 1925年10月1日 香住町    | 1925年10月1日 香住町 | 1955年3月25日 香住町    | 1955年3月25日 香住町 | 2005年4月1日 美方郡香美町 | 2005年4月1日 美方郡香美町 |
| 美含郡長井村   | 美含郡長井村                | 城崎郡長井村         | 城崎郡長井村         | 城崎郡長井村            | 城崎郡長井村         | 1955年3月25日 香住町    | 1955年3月25日 香住町 | 2005年4月1日 美方郡香美町 | 2005年4月1日 美方郡香美町 |
| 美含郡部村     | 美含郡部村                  | 城崎郡部村           | 城崎郡部村           | 城崎郡部村              | 城崎郡部村           | 1955年3月25日 香住町    | 1955年3月25日 香住町 | 2005年4月1日 美方郡香美町 | 2005年4月1日 美方郡香美町 |